# Johan Verstrepen
Johan Verstrepen, nacido el 21 de octubre de 1967 en Herentals, es un antiguo ciclista belga ya retirado que fue profesional entre 1990 y 2006. Tras su retirada se convirtió en director deportivo del conjunto Vastgoedservice-Golden Palace.

## Palmarés
1988
- 1 etapa de la Vuelta a Lieja

1989
- Tour de Hainaut Occidental, más 1 etapa
- 1 etapa del Circuito Franco-Belga

1999
- 1 etapa de la Estrella de Bessèges

## Resultados en las grandes vueltas
| Carrera         | 1990 | 1991 | 1992  | 1993 | 1994 | 1995 | 1996 | 1997 | 1998 | 1999 | 2000 | 2001  | 2002 | 2003 | 2004 | 2005 | 2006 |
| --------------- | ---- | ---- | ----- | ---- | ---- | ---- | ---- | ---- | ---- | ---- | ---- | ----- | ---- | ---- | ---- | ---- | ---- |
| Giro de Italia  | -    | -    | -     | -    | -    | -    | -    | -    | -    | -    | -    | -     | -    | 94.º | 94.º | -    | -    |
| Tour de Francia | -    | -    | -     | -    | -    | -    | -    | -    | -    | Ab.  | -    | 130.º | -    | -    | -    | -    | -    |
| Vuelta a España | -    | -    | 135.º | -    | -    | -    | -    | -    | -    | -    | -    | -     | Ab.  | -    | -    | -    | -    |
| Mundial en Ruta | -    | -    | -     | -    | -    | -    | -    | -    | -    | -    | -    | -     | -    | -    | -    | -    | -    |

-: no participa

Ab.: abandono